# Villamesías
Villamesías è un comune spagnolo di 384 abitanti situato nella comunità autonoma dell'Estremadura.